# Johann Platzgummer
Johann Platzgummer (* in Kastelbell; † 12. Mai 1647 in Brixen) war von 1641 bis 1647 Fürstbischof von Brixen.

## Herkunft und Ausbildung
Johann Platzgummer wurde in Kastelbell im Vinschgau geboren. Er kam aus ärmlichen Verhältnissen. Seine Eltern waren der Kupferschmied Bartelmä Platzgummer und Anna Peyrin.
Von 1582 bis 1585 besuchte er die Domschule in Brixen. Als der Bischof von Gurk, Christoph Andreas von Spaur, seinen Bruder, den Brixener Bischof Johann Thomas von Spaur, um die Übersendung einiger Priesteramtskandidaten bat, gehörte Platzgummer zu den Auserwählten. Er setzte sein Studium in Graz, Wien und am Collegium Germanicum in Rom fort. Dort erhielt er am 23. April 1595 die Priesterweihe und wurde 1596 zum Doktor der Theologie promoviert.

## Generalvikar und Bischof
1596 ernannte ihn der Gurker Bischof Christoph Andreas von Spaur zum Generalvikar. Als Spaur 1601 zum Bischof von Brixen gewählt wurde, erhielt Platzgummer dessen Kanonikat in Gurk. Platzgummer verzichtete 1603 auf seine Gurker Ämter und Benefizien in Gurk und kehrte nach Brixen zurück, wo er zu einem engen Mitarbeiter von Bischof Spaur wurde. Von 1603 bis 1607 hatte er die Pfarrei in Brixen inne und war im Anschluss von 1607 bis 1617 Kanzler. Platzgummer wurde 1608 Kustos und 1615 Scholasticus des Domkapitels. Er wurde 1627 Dompropst und 1632 Domdekan, 1627 war er für kurzzeitig Generalvikar des Bistums Brixen.
Nach dem Tod von Bischof Wilhelm von Welsperg versuchte die Regentin von Tirol, Claudia de’ Medici, unterstützt von Kaiser Ferdinand III., ihren Sohn Sigismund Franz zum Bischof wählen zu lassen. Das Domkapitel wählte jedoch am 14. Juni 1641 Johann Platzgummer zum Bischof von Brixen. Die päpstliche Bestätigung erfolgte am 16. Dezember 1641, die Bischofsweihe erhielt er am 24. Februar 1642 durch den Brixener Weihbischof Anton Crosini von Bonporto.
Platzgummer versuchte, das stark verschuldete Bistum zu sanieren, was durch die fortdauernden Streitigkeiten mit der Tiroler Landesregierung erschwert wurde. Er weigerte sich, neben Beiträgen zur Landesverteidigung weitere Abgaben zu leisten. Er visitierte seine Diözese in den Jahren 1642, 1643, 1645 und 1646. In die Hexenprozesse in Tirol griff er mäßigend ein, so begnadigte er die zum Tode verurteilte Juliana de Pozza. In seinem Testament setzte Platzgummer die Rosenkranzbruderschaft als Erbin ein. Er verfasste eine Biographie seines Förderers Spaur und schuf mehrere kirchliche Kompositionen. Nach seinem Tod am 12. Mai 1647 in Brixen wurde er im Brixner Dom bestattet.